# Carita de gato
«Carita de gato» es una canción de Jorge González, lanzada como sencillo de su álbum Mi destino: Confesiones de una estrella del rock (1999).
Es una canción que se destaca por su instrumentación y letra armoniosa, melancólica y sentimental.

## Vídeo
El videoclip fue filmado en la zona precordillerana de Santiago de Chile, en la comuna de San José de Maipo, en la primera jornada de sol después de un temporal que azotó Santiago en esos días. Muestra una visión del paisaje nevado del lugar y a Jorge González (disfrazado de gato) paseando por él.

## Versión de Ángelo Pierattini
El 10 de abril del 2020, el músico chileno Ángelo Pierattini lanzó su versión de la canción junto a Diego Lorenzini. El single fue incluido en el álbum Soy un Aprendiz del 2021.